# Elecciones parlamentarias de Hungría de 1920
Las elecciones parlamentarias de Hungría de 1920 se celebraron los días 25 y 26 de enero de 1920. Sin embargo, se realizaron sólo en 164 distritos. Después de la firma del Tratado de Trianon, los 44 distritos que habían estado ocupados por tropas rumanas votaron entre el 13 de junio y el 5 de julio, mientras que los 11 distritos ocupados por el Reino de los Serbios, Croatas y Eslovenos (futura Yugoslavia) no votaron hasta el 30 y el 31 de octubre de 1921. Las elecciones tuvieron lugar mediante sufragio obligatorio. En protesta a esto y otros cambios que impidieron votar al 60% de la población en edad de voto, el Partido Socialdemócrata Húngaro boicoteó las elecciones y pidió a sus seguidores que emitieran votos nulos, lo que resultó en un número inusualmente alto de votos en blanco o nulos: 11.8% en las elecciones de enero y por encima del 20% en Budapest y otras ciudades importantes.
La suma del Partido Nacional de los Pequeños Propietarios y de los Trabajadores Agrarios y el Partido de la Unidad Nacional Cristiana se hizo con 194 de los 219 asientos, y formó un Gobierno de coalición el 15 de marzo, el cual, sin embargo duró solamente hasta el 4 de junio, con la firma del Tratado de Trianon.

## Resultados
| Partido                                                                      | Enero de 1920 | Enero de 1920 | Enero de 1920 | Junio-julio 1920 | Junio-julio 1920 | Junio-julio 1920 | Octubre de 1921 | Octubre de 1921 | Octubre de 1921 | Escaños totales |
| Partido                                                                      | Votos         | %             | Escaños       | Votos            | Escaños          | %                | Votos           | %               | Escaños         | Escaños totales |
| ---------------------------------------------------------------------------- | ------------- | ------------- | ------------- | ---------------- | ---------------- | ---------------- | --------------- | --------------- | --------------- | --------------- |
| Partido Nacional de los Pequeños Propietarios y de los Trabajadores Agrarios | 491,114       | 42.3          | 78            | 113,696          | 73.3             | 29               | 32,358          | 43.3            | 5               | 112             |
| Partido de la Unión Nacional Cristiana                                       | 481,008       | 41.5          | 73            | 15,824           | 10.2             | 8                | 17,174          | 23.0            | 1               | 82              |
| Partido Democrático Nacional                                                 | 68,009        | 5.9           | 6             | –                | –                | –                | –               | –               | –               | 6               |
| Partido Cristiano Socialista                                                 | 25,575        | 2.2           | 3             | –                | –                | –                | –               | –               | –               | 3               |
| Partido de Centro Nacional                                                   | 16,200        | 1.4           | 0             | –                | –                | –                | –               | –               | –               | 0               |
| Partido de la Independencia y el '48                                         | 14,928        | 1.3           | 0             | –                | –                | –                | –               | –               | –               | 0               |
| Partido de Interés Público Húngaro                                           | 7,142         | 0.6           | 0             | –                | –                | –                | –               | –               | –               | 0               |
| Partido Social y Económico Cristiano                                         | 6,040         | 0.5           | 1             | –                | –                | –                | –               | –               | –               | 1               |
| Partido Cristiano Nacional                                                   | 4,756         | 0.4           | 0             | 1,098            | 0.7              | 2                | 507             | 0.7             | 0               | 2               |
| Partido Húngaro de los Trabajadores                                          | 2,119         | 0.2           | 0             | 1,652            | 1.1              | 1                | –               | –               | –               | 1               |
| Partido Nacional Cristiano '48                                               | 1,087         | 0.1           | 0             | –                | –                | –                | –               | –               | –               | 0               |
| Partido de la Defensa Nacional                                               | –             | –             | –             | –                | –                | –                | 3,270           | 4.4             | 0               | 0               |
| Partido Cívico Democrático Cristiano                                         | –             | –             | –             | –                | –                | –                | 2,522           | 3.4             | 0               | 0               |
| Independientes                                                               | 42,119        | 3.6           | 3             | 22,931           | 14.8             | 4                | 18,829          | 25.2            | 5               | 12              |
| Votos nulos/votos en blanco                                                  | 155,580       | –             | –             | 4,881            | –                | –                | 1,716           | –               | –               | –               |
| Total                                                                        | 1,315,677     | 100           | 164           | 160,082          | 100              | 44               | 76,376          | 100             | 11              | 219             |
| Votantes registrados/participación electoral                                 | 1,487,542     | 88.4          | –             | 182,223          | 87.8             | –                | 82,117          | 93.0            | –               | –               |
| Fuente: Nohlen & Stöver                                                      |               |               |               |                  |                  |                  |                 |                 |                 |                 |